# Alfabet łaciński
     kraje używające alfabetu łacińskiego de iure lub de facto
     kraje, gdzie alfabet łaciński jest używany dodatkowo, obok innego oficjalnego

Zasięg używania alfabetu łacińskiego:
kraje używające alfabetu łacińskiego de iure lub de facto
kraje, gdzie alfabet łaciński jest używany dodatkowo, obok innego oficjalnego

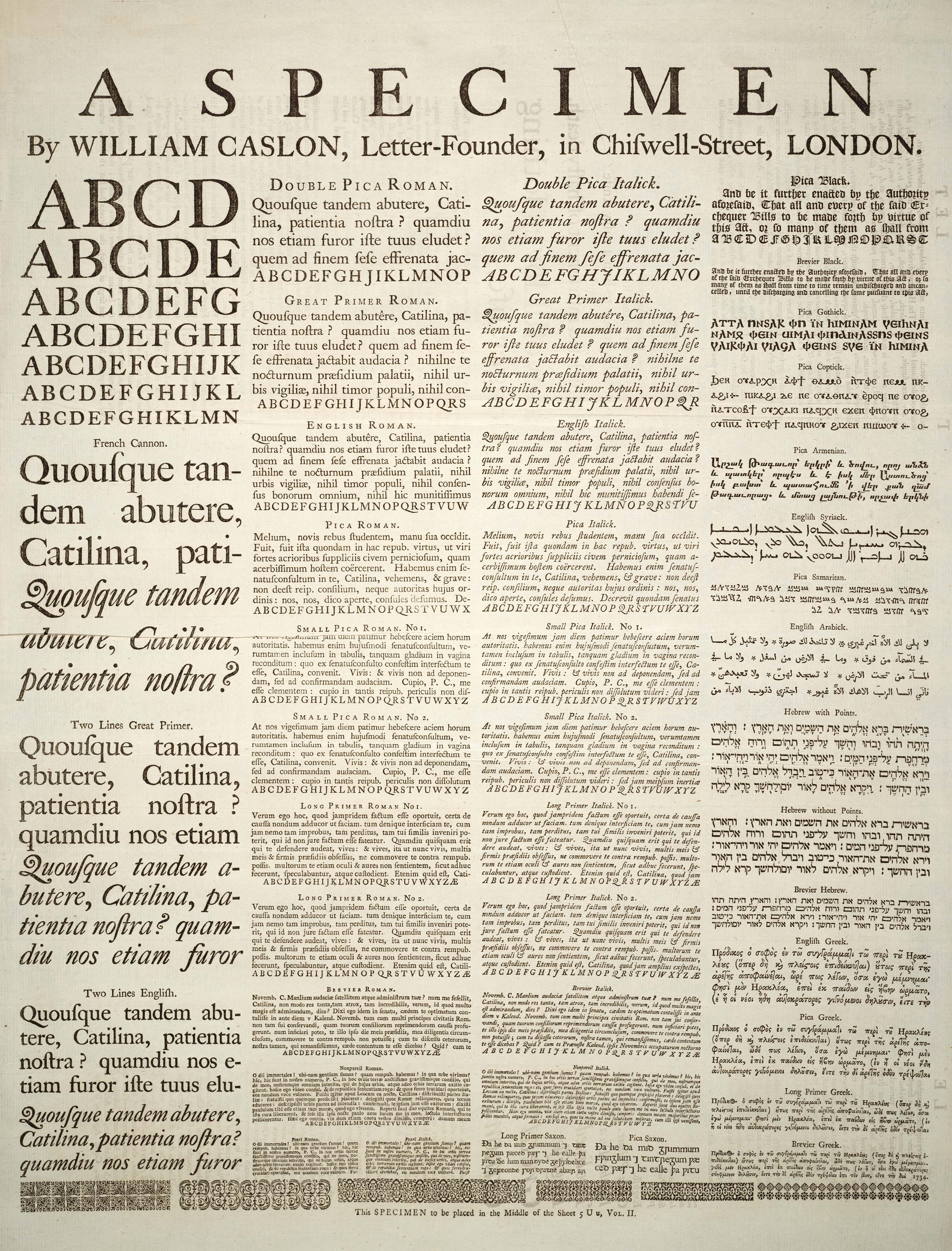
Przykłady liter alfabetu łacińskiego

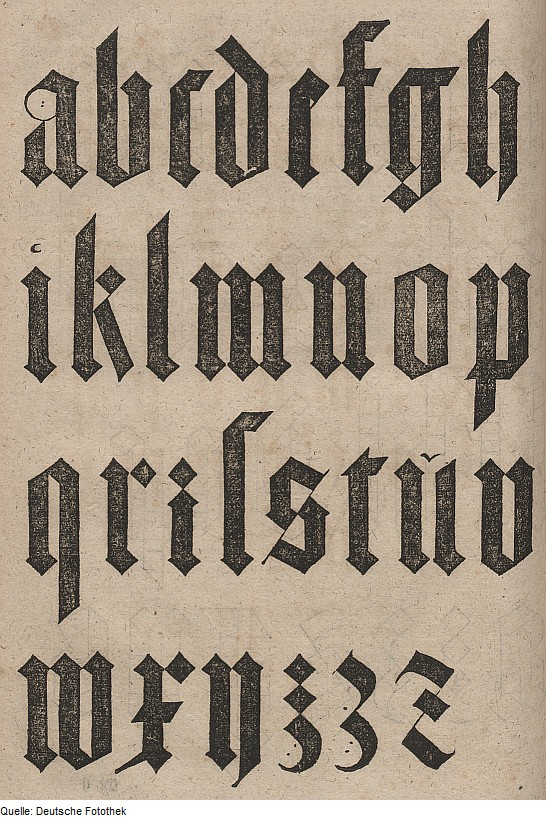
Przykład tekstury projektu Albrechta Dürera

Alfabet łaciński, pismo łacińskie, łacinka, alfabet rzymski – alfabet, system znaków służących do zapisu większości języków europejskich oraz wielu innych. Jest najbardziej rozpowszechnionym alfabetem na świecie – posługuje się nim około 35% ludzkości. Wywodzi się z systemu służącego do zapisu łaciny.

## Opis
| Współczesny podstawowy alfabet łaciński |   |   |   |   |   |   |   |   |    |    |    |    |    |    |    |    |    |    |    |    |    |    |    |    |    |
| A                                       | B | C | D | E | F | G | H | I | J  | K  | L  | M  | N  | O  | P  | Q  | R  | S  | T  | U  | V  | W  | X  | Y  | Z  |
| 1                                       | 2 | 3 | 4 | 5 | 6 | 7 | 8 | 9 | 10 | 11 | 12 | 13 | 14 | 15 | 16 | 17 | 18 | 19 | 20 | 21 | 22 | 23 | 24 | 25 | 26 |

## Kształtowanie się alfabetu
Alfabet łaciński wywodzi się z alfabetu etruskiego, początkowo składał się z 21 znaków:
| Pierwotny zestaw liter alfabetu łacińskiego | Pierwotny zestaw liter alfabetu łacińskiego | Pierwotny zestaw liter alfabetu łacińskiego | Pierwotny zestaw liter alfabetu łacińskiego | Pierwotny zestaw liter alfabetu łacińskiego | Pierwotny zestaw liter alfabetu łacińskiego | Pierwotny zestaw liter alfabetu łacińskiego | Pierwotny zestaw liter alfabetu łacińskiego | Pierwotny zestaw liter alfabetu łacińskiego | Pierwotny zestaw liter alfabetu łacińskiego | Pierwotny zestaw liter alfabetu łacińskiego | Pierwotny zestaw liter alfabetu łacińskiego | Pierwotny zestaw liter alfabetu łacińskiego | Pierwotny zestaw liter alfabetu łacińskiego | Pierwotny zestaw liter alfabetu łacińskiego | Pierwotny zestaw liter alfabetu łacińskiego | Pierwotny zestaw liter alfabetu łacińskiego | Pierwotny zestaw liter alfabetu łacińskiego | Pierwotny zestaw liter alfabetu łacińskiego | Pierwotny zestaw liter alfabetu łacińskiego | Pierwotny zestaw liter alfabetu łacińskiego |
| ------------------------------------------- | ------------------------------------------- | ------------------------------------------- | ------------------------------------------- | ------------------------------------------- | ------------------------------------------- | ------------------------------------------- | ------------------------------------------- | ------------------------------------------- | ------------------------------------------- | ------------------------------------------- | ------------------------------------------- | ------------------------------------------- | ------------------------------------------- | ------------------------------------------- | ------------------------------------------- | ------------------------------------------- | ------------------------------------------- | ------------------------------------------- | ------------------------------------------- | ------------------------------------------- |
| A                                           | B                                           | C                                           | D                                           | E                                           | F                                           | Z                                           | H                                           | I                                           | K                                           | L                                           | M                                           | N                                           | O                                           | P                                           | Q                                           | R                                           | S                                           | T                                           | V                                           | X                                           |

Litera Z została usunięta w IV wieku p.n.e. jako niepotrzebna do zapisu łaciny przez cenzora Appiusza Klaudiusza Caecusa.
Początkowo litera C służyła do oddawania zarówno głoski /k/, jak i głoski /g/, jednocześnie spółgłoskę /k/ można było oddać za pomocą litery K, jednak taka pisownia była bardzo mało popularna. Dwuznaczne użycie litery C prowadziło do nieporozumień, dlatego też w końcu III wieku p.n.e. wprowadzono literę G, która jest graficznym wariantem litery C – jako autor tej zmiany często wskazywany jest Spurius Carvilius Ruga. Od tamtej pory litera C oznaczała wyłącznie głoskę /k/. Zmiana ta spowodowała także ograniczenie stosowania litery Q, a K prawie zupełnie wyszła z użycia.
Wczesnym rzymskim wynalazkiem była litera V, dla dźwięku, który nie był obecny we wcześniejszych językach. Szybko dodano także do łacińskiego alfabetu literę X, która oddawała dźwięk /ks/ zapisywany w języku greckim znakiem Ξ, a używaną w grece do zapisu głoski nieobecnej w łacinie. Litery Y oraz Z zostały dodane w I wieku p.n.e. w celu dokładnego oddawania na piśmie wyrazów greckich, stąd nazwa „igrek” (od ī Graeca – „greckie i”). Cesarz Klaudiusz wprowadził do alfabetu nowe litery Ↄ (dla głosek /bs/ i /ps), Ⅎ (dla głoski /u/) i Ⱶ (dla głoski pośredniej między /i/ a /u/), jednak po jego śmierci zaprzestano ich używania.
| Alfabet łaciński używany w Imperium Rzymskim | Alfabet łaciński używany w Imperium Rzymskim | Alfabet łaciński używany w Imperium Rzymskim | Alfabet łaciński używany w Imperium Rzymskim | Alfabet łaciński używany w Imperium Rzymskim | Alfabet łaciński używany w Imperium Rzymskim | Alfabet łaciński używany w Imperium Rzymskim | Alfabet łaciński używany w Imperium Rzymskim | Alfabet łaciński używany w Imperium Rzymskim | Alfabet łaciński używany w Imperium Rzymskim | Alfabet łaciński używany w Imperium Rzymskim | Alfabet łaciński używany w Imperium Rzymskim | Alfabet łaciński używany w Imperium Rzymskim | Alfabet łaciński używany w Imperium Rzymskim | Alfabet łaciński używany w Imperium Rzymskim | Alfabet łaciński używany w Imperium Rzymskim | Alfabet łaciński używany w Imperium Rzymskim | Alfabet łaciński używany w Imperium Rzymskim | Alfabet łaciński używany w Imperium Rzymskim | Alfabet łaciński używany w Imperium Rzymskim | Alfabet łaciński używany w Imperium Rzymskim | Alfabet łaciński używany w Imperium Rzymskim | Alfabet łaciński używany w Imperium Rzymskim |
| -------------------------------------------- | -------------------------------------------- | -------------------------------------------- | -------------------------------------------- | -------------------------------------------- | -------------------------------------------- | -------------------------------------------- | -------------------------------------------- | -------------------------------------------- | -------------------------------------------- | -------------------------------------------- | -------------------------------------------- | -------------------------------------------- | -------------------------------------------- | -------------------------------------------- | -------------------------------------------- | -------------------------------------------- | -------------------------------------------- | -------------------------------------------- | -------------------------------------------- | -------------------------------------------- | -------------------------------------------- | -------------------------------------------- |
| A                                            | B                                            | C                                            | D                                            | E                                            | F                                            | G                                            | H                                            | I                                            | K                                            | L                                            | M                                            | N                                            | O                                            | P                                            | Q                                            | R                                            | S                                            | T                                            | V                                            | X                                            | Y                                            | Z                                            |

Początkowo litera V oznaczała zarówno samogłoskę /u/, jak i spółgłoskę /u̯/, ale z czasem wymowa spółgłoski przeszła w kierunku /w/. W średniowieczu pojawia się litera W powstała z podwojonego V (stąd angielska nazwa W – double U), która oznaczała pierwotnie głoskę /ł/, ale w niektórych językach zaczęła wtórnie oznaczać spółgłoskę /w/. Jednak litera ta była pierwotnie po prostu ligaturą stosowaną zamiast sekwencji VV, co oznacza sylabę „wu” – i stąd pochodzi jej polska nazwa.
W połowie XVI wieku litera I, oznaczająca do tej pory zarówno samogłoskę, jak i półsamogłoskę została rozróżniona na I oraz J. Analogicznego rozróżnienia dokonano dla V, litera ta „rozpadła się” na U dla samogłoski oraz V dla półsamogłoski (lub spółgłoski).
System obecnie zawiera 26 znaków. Ponieważ nie jest to układ odpowiadający każdemu językowi, wersje alfabetu łacińskiego dla większości języków dodają nowe znaki – głównie przez modyfikowanie istniejących.
Są dwa zestawy znaków – małe i duże litery, przy czym zasady użycia to:
- czasem pisze się całość wyrażenia wielkimi literami (np. szyldy) lub małymi,
- w innych przypadkach wyrazy pisane wyłącznie wielkimi literami to głównie skrótowce, niektóre pisze się systemem mieszanym (np. niemieckie GmbH lub polskie SdPl), końcówki gramatyczne skrótowców pisze się zwykle małymi literami (np. IRC-a),
- pierwsza litera zdania to zawsze wielka litera,
- niektóre wyrazy pisze się systemem – pierwsza litera wielka, wszystkie pozostałe małe. Są to wszystkie nazwy własne oraz niektóre inne wyrazy, zależnie od konwencji ortograficznych danego języka.

Zdarzają się jednak odstępstwa od tych ogólnych prawideł: np. w języku irlandzkim przedrostek pisany jest małą literą, a właściwa nazwa wielką np. an tSionna (rzeka Shannon). Niemieckie przepisy ortograficzne nakazują natomiast zapisywać wielką literą wszystkie rzeczowniki.
Wiele systemów zapisu opartych na piśmie łacińskim używa „dwuznaków” (a nawet „trójznaków” itd.), czyli grup znaków łacińskich oznaczających pojedynczy dźwięk (głoskę).
W niektórych tradycjach pary znaków traktuje się jako pełnoprawne, osobne znaki, np. czeski znak CH czy hiszpański znak LL.

## Kolejność liter w alfabetach opartych na piśmie łacińskim
Kolejność liter w alfabetach opartych na piśmie łacińskim jest różna:
- W języku azerskim jest 7 dodatkowych liter (4 samogłoski: ı, ö, ü, ə i 3 spółgłoski: ç, ş, ğ). Alfabet jest taki sam jak w języku tureckim z wyjątkiem trzech liter (q, x, ə). Litery te umieszczone są w alfabecie po literach im zbliżonych. I tak q jest po k, x (wymawiane jak ch) po h, a ə po e;
- W języku bretońskim nie używa się osobnej litery c, ale jest używany dwuznak ch i zapis c’h, które są umieszczane pomiędzy b a d, np. buzhugenn, chug, c’hoar, daeraouenn (dżdżownica, sok, siostra, łza);
- W języku czeskim litery á, é, ě, í, ó, ú, ů, ý, ď, ť, ň są traktowane jako warianty liter odpowiednio a, e, i, o, u, y, d, t, n. Dopiero gdy uporządkuje się dwa wyrazy różniące się jedynie wyżej wymienionymi literami, wtedy litery bez znaków diakrytycznych poprzedzają diakrytyzowane. Przykładowy porządek leksykograficzny: baa, baá, báa, bab, báb, bac, bác, bač, báč. Pozostałe litery diakrytyzowane, a więc: č, š, ž, a także digraf ch są traktowane jako osobne litery w następującej kolejności: c, č, ..., h, ch, i, ..., s, š, ..., z, ž;
- Język dolnołużycki posiada kilka liter dodatkowych, występują one zazwyczaj po literze, z której pochodzą. Wyjątkiem jest tutaj litera ł, która występuje przed literą l (taka sama sytuacja jest w języku górnołużyckim, a odwrotna niż w języku polskim, gdzie ł występuje po l). Digraf ch jest traktowany jak osobna litera. W użyciu jest także litera ó (oznacza dźwięk y/i, e w zależności od regionu), lecz jej stosowanie nie jest obowiązkowe. Kolejność liter jest następująca: a, b, c, č, ć, d, e, ě, f, g, h, ch, i, j, k, ł, l, m, n, ń, o, [ó], p, r, ŕ, s, š, ś, t, u, w, y, z, ž, ź;
- W językach duńskim i norweskim dodatkowe litery umieszczone są na końcu alfabetu: ..., x, y, z, æ, ø, å. Jako odpowiednik litery å jest traktowany digraf aa. W języku duńskim litera w była traktowana jako wariant litery v, obecnie jest uważana za osobną literę;
- Esperanto ma kilka liter dodatkowych, które w alfabecie występują po literach, z których pochodzą, tak więc: ..., c, ĉ, d, e, f, g, ĝ, h, ĥ, i, j, ĵ, ..., s, ŝ, t, u, ŭ, v, z.
- W języku estońskim dodatkowe litery õ, ä, ö i ü są szeregowane po literze w. Litery š, z i ž, występujące tylko w słowach zapożyczonych i obcych nazwach własnych, znajdują swoje miejsce po literze s;
- Język farerski ma litery charakterystyczne dla języków skandynawskich, mianowicie: æ i ø. Ponadto używana jest litera ð w alfabecie umieszczona po literze d. Litery á, í, ó, ú, ý są uznawana za odrębne litery (porządkowane są po odpowiednich literach niediakrytyzowanych). Litery c, q, w, x i z nie występują w alfabecie. Alfabet można przedstawić więc schematycznie: a, á, b, d, ð, ..., i, í, ..., o, ó, ..., u, ú, ..., v, y, ý, æ, ø;
- W języku fińskim dodatkowe litery å, ä, ö są umiejscowione na końcu alfabetu. Litera å jest włączona do alfabetu dla poprawnego zapisu nazwisk i nazw pochodzenia szwedzkiego. Ponadto występują litery zapożyczone z alfabetu czeskiego dla oddania dźwięków obcych językowi fińskiemu, są to š i ž umieszczane odpowiednio po literach s i z. Litery ä i ö nie mogą być zastąpione, jak w języku niemieckim, digrafami ae i oe, jeżeli nie ma możliwości poprawnego zapisu, należy w zastępstwie użyć liter a bądź o;
- Język górnołużycki posiada kilka liter dodatkowych, występują one zazwyczaj po literze, z której pochodzą. Wyjątkiem jest tutaj litera ł, która występuje przed literą l (taka sama sytuacja jest w języku dolnołużyckim, a odwrotna niż w języku polskim, gdzie ł występuje po l). Do niedawna (2005) litera ć występowała po literze t, obecnie jest szeregowana po č. digrafy dź i ch są traktowane jak osobne litery. Kolejność liter jest następująca: a, b, c, č, ć, d, dź, e, ě, f, g, h, ch, i, j, k, ł, l, m, n, ń, o, ó, p, q, r, ř, s, š, t, u, v, w, x, y, z, ž;
- Do niedawna język hiszpański miał dwa digrafy: ch porządkowany po literze c i ll – po literze l. Od 1997 roku według RAE nie są to już digrafy, słowa zaczynające się od ll są umieszczane między lk a lm, podobnie ch jest porządkowane pomiędzy cg i ci. Litera ñ jest umieszczona w alfabecie po literze n. W hiszpańskiej wersji gry Scrabble nie można jednak, według FISE, używać osobno litery c i h jako ch bądź dwóch l lub r jako odpowiednio ll i rr[5];
- W języku islandzkim występują litery þ, æ i ö na końcu alfabetu, ponadto litera ð po d. Diakrytyzowane litery á, é, í, ó, ú i ý porządkowane są odpowiednio po literach a, e, i, o, u i y. W alfabecie nie występują litery c, q, w oraz z, alfabet więc kończy się literami: ..., ý, þ, æ, ö;
- Język kaszubski używa kilku dodatkowych liter, są one umieszczone po literach niediakrytyzowanych i są traktowane jako osobne litery (nie warianty liter). Digrafy są traktowane jako dwie litery, nie jako jedna litera. Porządkowanie alfabetyczne ma postać: a, ą, ã, b, c, d, e, é, ë, f, g, h, i, j, k, l, ł, m, n, ń, o, ò, ó, ô, p, r, s, t, u, ù, w, y, z, ż;
- W języku litewskim litery diakrytyzowane występują po literach, z których pochodzą. Ciekawostką jest to, że litera y występuje bezpośrednio przed j. Alfabet litewski ma więc postać: a, ą, b, c, č, d, e, ę, ė, f, g, h, i, į, y, j, k, l, m, n, o, p, r, s, š, t, u, ų, ū, v, z, ž;
- W języku łotewskim litery diakrytyzowane występują po literach, z których pochodzą. Alfabet łotewski ma postać: a, ā, b, c, č, d, e, ē, f, g, ģ, h, i, ī, j, k, ķ, l, ļ, m, n, ņ, o, p, r, s, š, t, u, ū, v, z, ž;
- W języku maltańskim nie występuje litera c, ale występuje litera pochodna ċ. Nie występuje także litera y. Litera ġ występuje przed literą g, podobnie ż przed z. Digrafy għ i ie są traktowane jako osobne litery. Alfabet maltański: a, b, ċ, d, e, f, ġ, g, għ, h, ħ, i, ie, j, k, l, m, n, o, p, q, r, s, t, u, v, w, x, ż, z;
- W języku niderlandzkim digraf ĳ był dawnej traktowany jako odmiana litery y. Czasem był traktowany jako osobna litera występująca po literze y (..., x, y, ĳ, z). Obecnie jest traktowany najczęściej jako dwie litery (..., ii, ĳ, ik, ...). Wyjątkiem są książki telefoniczne, gdzie ĳ jest traktowane jako wariant y. Warto pamiętać, że pisząc ten digraf wielką literą należy tak pisać oba składniki, np. IJmuiden, IJssel;
- W języku niemieckim występują dodatkowe litery ä, ö, ü, ß. Litery ä, ö i ü są traktowane jako odmiany liter a, o i u. Litera ß jest traktowana jako litery ss. Gdy nie można użyć poprawnych liter należy zawsze oddawać ä jako ae, ö – oe, ü – ue, ß – ss lub (rzadziej) sz – czyni się tak bowiem, gdyż litery te pochodzą z digrafów;
- W języku polskim dodatkowe znaki są traktowane jako osobne litery. Digrafy są traktowane jako dwie litery, nie jako jedna litera. Litery q, v i x nie zawierają się w abecadle, natomiast są stosowane wyłącznie do zapisu obcych nazw własnych i w zapożyczeniach. Polski alfabet wygląda następująco: a, ą, b, c, ć, d, e, ę, f, g, h, i, j, k, l, ł, m, n, ń, o, ó, p, r, s, ś, t, u, w, y, z, ź, ż;
- W języku rumuńskim litery dodatkowe porządkowane są po literach, z których pochodzą. Warto pamiętać o poprawnej postaci dwóch rumuńskich liter: ș, a nie ş; ț, a nie ţ. Schemat alfabetu rumuńskiego: a, ă, â, ..., i, î, ..., s, ș, t, ț, ..., z;
- W języku serbsko-chorwackim jest pięć dodatkowych liter i trzy digrafy, w porządku alfabetycznym występują po literach, z których powstały: ..., c, č, ć, d, dž, đ, e, ..., l, lj, m, n, nj, o, ..., s, š, t, ..., z, ž. W odmianie czarnogórskiej dodatkowo występują litery ś i ź;
- Język słowacki ma kilka dodatkowych liter. Litery á, ä, ď, é, í, ĺ, ľ, ň, ó, ô, ŕ, ť, ú, ý są traktowane jako odmiany odpowiednich liter niediakrytyzowanych. Pozostałe litery diakrytyzowane, a więc: č, š, ž, a także digrafy dz, dž, ch są traktowane jako osobne litery. Alfabet słowacki jest więc następujący: a (á, ä), b, c, č, d (ď), dz, dž, e (é), f, g, h, ch, i (í), j, k, l (ĺ, ľ), m, n (ň), o (ó, ô), p, r (ŕ), s, š, t (ť), u (ú), v, x, y (ý), z, ž;
- W języku słoweńskim występują trzy dodatkowe litery: č, š oraz ž. W porządku alfabetycznym umieszczane są, odpowiednio, po c, s i z;
- Język szwedzki ma dodatkowe trzy litery umieszczane na końcu alfabetu: ..., x, y, z, å, ä, ö. Litera w była do niedawna uważana za wariant litery v. W 13. wydaniu Svenska Akademiens Ordlista (2006) w jest traktowane jako osobna litera;
- Język turecki ma sześć dodatkowych liter, umieszczonych po literach podstawowych (3 samogłoski: ı, ö, ü i 3 spółgłoski: ç, ş, ğ). Â, Î i Û są traktowane jako warianty liter A, İ i U. Po zmianie alfabetu z arabskiego w 1928 r. Q, W i X, do 30 września 2013 r., były nielegalne w Turcji[6];
- Język turkmeński ma kilka dodatkowych liter, które występują po literach, od których pochodzą (oprócz ä, które jest umieszczone po e, i ž, które jest umieszczone po j). Alfabet nie zawiera liter c q v i x. Alfabet ma postać: a, b, ç,  d, e, ä, f, g, h, i, j, ž,  k, l, m, n, ň, o, ö, p, r, s, ş, t, u, ü, w, y, ý, z;
- W języku walijskim digrafy ch, dd, ff, ng, ll, ph, rh i th są uznawane za odrębne litery i porządkowane są po literze, która jest pierwszą w digrafie (np. ph po p) z wyjątkiem ng, które jest umieszczane po literze g. Należy pamiętać, że w słowach złożonych może się zdarzyć, że litera kończąca pierwsze słowo i zaczynająca drugie mogą utworzyć jedną z powyższych kombinacji, jednak nie jest to wtedy digraf;
- W języku węgierskim litery á, é, í, ó, ú, ö, ő, ü i ű są traktowane jako osobne litery. Jako odrębne litery są także uważane digrafy: cs, dz, gy, ly, ny, sz, ty, zs i trigraf dzs. Litera y występuje tylko w digrafach. Alfabet węgierski ma więc postać: a, á, b, c, cs, d, dz, dzs, e, é, f, g, gy, h, i, í, j, k, l, ly, m, n, ny, o, ó, ö, ő, p, [q], r, s, sz, t, ty, u, ú, ü, ű, v, [w], [x], [y], z, zs.

## Pisownia łacińska języków ideograficznych
- język chiński – Hanyu pinyin, Wade-Giles
- język japoński – rōmaji (kilka systemów: Hepburn, Kunrei i inne)